# Semiothisa confusaria
Semiothisa confusaria är en fjärilsart som beskrevs av Walker 1862. Semiothisa confusaria ingår i släktet Semiothisa och familjen mätare. Inga underarter finns listade i Catalogue of Life.